# Anna Isabella Noel Byron
Anna Isabella Noel Byron, (Durham, 17 de mayo de 1792 - Londres, 16 de mayo de 1860), 11.ª baronesa de Wentworth y baronesa de Byron, conocida como Lady Byron, fue una aristócrata inglesa. Estudió matemáticas y astronomía, y mostró por estas ciencias un interés paralelo al desarrollo que estaban experimentando en esa época. Sus inquietudes la empujaron a tratar de mejorar las desigualdades sociales, a lo que dedicó gran parte de sus esfuerzos. Fundó la Ealing Grove School, basada en los principios pedagógicos de Emanuel de Fellenberg's. Fue antiesclavista y luchadora a favor de la igualdad de derechos de las mujeres.
Tuvo una hija, la matemática Ada Lovelace.

## Infancia y adolescencia
Nació en Elemore Hall, Pittington, Durham, como Anna Isabella Milbanke. Hija de Sir Ralph Milbanke y Judith Noel, Anna Isabella creció en el seno de una familia noble y recibió una elevada educación. Por una parte su padre había alcanzado una notable reputación por sus trabajos en favor de los pobres y la abolición de la esclavitud, y por otra ambos progenitores eran de carácter liberal, siendo sus hijas las primeras receptoras de su ideología. Anna Isabella creció preocupándose por la situación de los trabajadores y arrendatarios del estado, y ayudó en el establecimiento de una escuela en Seaham. Lectora precoz se interesó especialmente por las matemáticas y la astronomía, disciplinas que estudió junto a otras bajo tutores de Cambridge, como William Frend, exprofesor de esa universidad, que dio a Annabella una educación próxima a la de los estudiantes universitarios, ampliando su educación con materias como literatura, filosofía, ciencia y matemáticas. Las nuevas ideas sobre magnetismo y frenología llegaron a fascinarla.

## Matrimonio y maternidad
Conoció a George Gordon Byron en marzo de 1812, el año de la fama del poeta, pero no terminaron de congeniar y Annabella rechazó la proposición de matrimonio. En octubre de ese mismo año, lord Byron se dirigía por carta a lady Melbourne en estos términos acerca de la diferencia de caracteres e intereses de ambos: "Le agradezco una vez más sus esfuerzos con mi Princesa de los Paralelogramos, que la ha desconcertado a usted más que Hipotenusa; en su forma de ser no se ha olvidado de las 'Matemáticas', en donde yo solía apreciar su ingenio. Su forma de proceder es bastante rectangular, o más bien somos dos líneas paralelas que se prolongan una al lado de la otra hasta el infinito, pero destinadas a no encontrarse nunca." Prosiguieron relacionándose como amigos durante 1813, en sus cartas hablaban de literatura, y él la visitaba en Seham. Al fin, en 1814 ella aceptó la segunda proposición de matrimonio, la ceremonia tuvo lugar el 2 de enero de 1815 pasando la luna de miel en Halnaby Hall. Sin embargo, el mismo día de la boda ya aparecieron los problemas entre ellos. 
El 10 de diciembre de 1815 da a luz a su única hija, Augusta Ada Byron en Londres. En 1816, un mes después del nacimiento de Ada, y tras conocerse que Byron no le era fiel, Anna Isabella lo abandonó y obtuvo el divorcio con ayuda de sus padres. Se cree que la principal motivación para Annabella al pedir el divorcio era su miedo a que Lord Byron obtuviera la custodia de su hija, ya que en aquella época tendían a favorecer al marido. Byron abandonó Inglaterra ese mismo año y nunca volvió.
Unos meses después de su matrimonio con Lord Byron, su tío materno Thomas Noel, el barón de Wentworth, falleció dejando como coheredera a la madre de Anna Isabella y a un primo, Nathaniel Curzon, tercer barón de Scarsdale. Los padres de Anna Isabella añadieron el apellido Noel a sus nombres, de modo que Sir Ralph pasó a llamarse Sir Ralph Noel Milbanke y su madre, Judith Noel-Milbanke. 
La propia Anna Isabella añadió el apellido Noel a su nombre cuando su madre murió, y al fallecer Curzon sin herederos en 1856 se convirtió en baronesa Wentworth por propio derecho como única pretendiente al título, aunque nunca llegó a usarlo. Ella firmaba sus cartas como "A. I. Noel Byron" y en su testamento figura como "baronesa Noel-Byron". El mundo la conoció como "Lady Byron" y sus amigos la llamaban Annabella.
Anna Isabella promovió el interés de su hija Ada en las matemáticas y la lógica, motivada por la idea de que el estudio de estas materias evitaría que su hija desarrollase el carácter temperamental e impredecible de su padre. Así, contrariamente a lo habitual en la época, la baronesa hizo que su hija tomase clases de matemáticas y ciencia. Entre los tutores que asignó para su educación se encontraban William Frend, William King, el médico de la familia, y Mary Somerville, una astrónoma y matemática escocesa que fue de las primeras en ser admitida en la Royal Astronomical Society. Cuando su hija contrajo matrimonio pidió ayuda al profesor Augustus de Morgan para que no abandonara las matemáticas tras el matrimonio.

## Época de madurez y fallecimiento
Lady Byron continuó interesándose por los desfavorecidos, investigando las causas de sus problemas, aportando soluciones más allá del mero apoyo económico. Ayudó a la creación de la Sociedad Cooperativa de Brighton, y prestó los bajos de su casa en esta localidad para una escuela de mecánica.
Su principal interés se dirigió a fomentar la educación, siendo su mayor logro la fundación de la Ealing Grove School, basada en los principios didácticos de Emanuel de Fellenberg's, al que había visitado en su escuela en Hofwyl, Suiza. Su método combinaba enseñanzas teóricas con la práctica, abarcando esquemas, carpintería, albañilería, o la venta de productos agrícolas y de jardinería. Su hija Ada ayudaba como profesora. Creó también una escuela de agricultura en la estado de Leicestershire. A menudo visitaban Ealing Grove personajes del mundo de la cultura como la escritora Joanna Baillie, Seymour Tremenheere del consejo de educación en Londres y su yerno, el conde de Lovelace, que estableció una escuela similar en Ockham (Surrey).
En 1840 asistió a la Convención Británica y Extranjera Antiesclavitud, implicándose en la mejora de las condiciones de los barrios marginales y en poner sobre la mesa los derechos de las mujeres. Compartió con Mary Carpenter (1807–1877), la pionera en establecer reformatorios para chicas, el convencimiento de que la sociedad debía tomar bajo su responsabilidad la educación y cuidado de los huérfanos. En 1852 compró Red Lodge en Bristol, que Mary Carpenter administró como un reformatorio para chicas.
Lady Byron falleció de cáncer de mama el 16 de mayo de 1860, un día antes de cumplir 68 años. Fue enterrada en el cementerio de Kensal Green, en Londres.